# The Eternal Idol
The Eternal Idol je třinácté studiové album metalové skupiny Black Sabbath, produkované Jeffem Glixmanem, Vicem Coppersmith-Heavenem a Chrisem Tsangaridesem, které vyšlo přes vydavatelství Vertigo Records. 
Z původního složení je zde pouze kytarista Tony Iommi a je to první deska, na které zpívá Tony Martin.
Všechny skladby napsali Tony Iommi a Bob Daisley s mírnou pomocí Geoffa Nichollse, Tonyho Martina i Raye Gillena. Na albu původně zpíval Ray Gillen, ale během nahrávání byl nahrazen Martinem. Gillen totiž měl konflikt s managementem ohledně neplacení peněz a následně odešel ke Garym Mooreovi. Eric Singer po dodělání svých bicích partů také opustil kapelu. Později se Ray a Eric připojili ke skupině Badlands s baskytaristou Gregem Chaissonem a kytaristou Jakem E. Leem. Řada zpěváků se zúčastnila konkurzu pro Black Sabbath, včetně Jona Olivy ze Savatage a tehdy neznámého Tonyho Martina. O baskytaru se postaral Bob Daisley, který spíš působil jako host na albu a odmítl být členem.
Po dokončení alba se bubeník Terry Chimes a basista Dave Spitz připojili ke skupině.
Obal alba je socha Augusta Rodina, který se jmenuje "Věčný Idol" (Eternal Idol).

## Seznam skladeb
| Pořadí | Název             | Délka |
| ------ | ----------------- | ----- |
| 1.     | The Shining       | 5:38  |
| 2.     | Ancient Warrior   | 5:34  |
| 3.     | Hard Life to Love | 5:00  |
| 4.     | Glory Ride        | 4:48  |
| 5.     | Born to Lose      | 3:43  |
| 6.     | Nightmare         | 5:17  |
| 7.     | Scarlet Pimpernel | 2:07  |
| 8.     | Lost Forever      | 4:00  |
| 9.     | Eternal Idol      | 6:35  |

## Sestava
- Tony Martin – zpěv
- Tony Iommi – kytara
- Geoff Nicholls – klávesy
- Eric Singer – bicí

#### Hosté:
- Bob Daisley – baskytara
- Bev Bevan – perkuse